# Ronde van Frankrijk 2009/Negende etappe
De negende etappe van de Ronde van Frankrijk 2009 werd verreden op zondag 12 juli 2009 over een afstand van 160,5 kilometer. De rit voerde van Saint-Gaudens naar Tarbes, met onderweg twee beklimmingen, een van de eerste categorie (de Col d'Aspin) en een van de buitencategorie (de Col du Tourmalet).

## Verloop
De derde Pyreneeën-rit van deze Tour heeft geen verschuivingen in het algemeen klassement opgeleverd. Op de legendarische Col du Tourmalet gaven de favorieten in het peloton de avonturiers wederom vrij spel. Van een vluchtgroep die al kort na de start ontstond, bleven na de Col d'Aspin drie man over: Franco Pellizotti, Pierrick Fédrigo en Jens Voigt. Voigt kon echter niet sprinten voor de eindzege, want hij moest lossen op de Tourmalet. De Nederlander Laurens ten Dam deed nog enkele pogingen om met enkele anderen naar de leiders toe te rijden, maar door een valpartij kon hij dat wel vergeten.
De etappe leek nog even uit te lopen in een massasprint, maar het peloton onder leiding van Caisse d'Epargne en de Rabobank slaagden er niet in het gat naar het duo te dichten. In de sprint kwam Pellizotti veel te vroeg op kop, Fédrigo maakte daar gebruik van en rekende vakkundig af met de Italiaan. Hij bezorgde Frankrijk de derde ritzege na Thomas Voeckler en Brice Feillu.

### Bergsprints
| Beklimming Col d'Aspin na 60,5 km | Beklimming Col d'Aspin na 60,5 km | Beklimming Col d'Aspin na 60,5 km | 1e cat. 12,3 km à 6,4 % | 1e cat. 12,3 km à 6,4 % |
| Plaats                            | Naam                              | Naam                              | Punten                  |                         |
| Winnaar                           | Pierrick Fédrigo                  | Pierrick Fédrigo                  | 15                      |                         |
| 2                                 | Franco Pellizotti                 | Franco Pellizotti                 | 13                      |                         |
| 3                                 | Jens Voigt                        | Jens Voigt                        | 11                      |                         |
| 4                                 | Leonardo Duque                    | Leonardo Duque                    | 9                       |                         |
| 5                                 | Egoi Martínez                     | Egoi Martínez                     | 8                       |                         |
| 6                                 | Laurens ten Dam                   | Laurens ten Dam                   | 7                       |                         |
| 7                                 | Jurgen Van den Broeck             | Jurgen Van den Broeck             | 6                       |                         |
| 8                                 | Juan Manuel Gárate                | Juan Manuel Gárate                | 5                       |                         |

| Beklimming Col du Tourmalet na 90,0 km | Beklimming Col du Tourmalet na 90,0 km | Beklimming Col du Tourmalet na 90,0 km | HC cat. 17,1 km à 7,4 % | HC cat. 17,1 km à 7,4 % |
| Plaats                                 | Naam                                   | Naam                                   | Punten                  |                         |
| Winnaar                                | Franco Pellizotti                      | Franco Pellizotti                      | 40                      |                         |
| 2                                      | Pierrick Fédrigo                       | Pierrick Fédrigo                       | 36                      |                         |
| 3                                      | Juan Manuel Gárate                     | Juan Manuel Gárate                     | 32                      |                         |
| 4                                      | Thomas Voeckler                        | Thomas Voeckler                        | 28                      |                         |
| 5                                      | David Moncoutié                        | David Moncoutié                        | 24                      |                         |
| 6                                      | Jurgen Van den Broeck                  | Jurgen Van den Broeck                  | 20                      |                         |
| 7                                      | Egoi Martínez                          | Egoi Martínez                          | 16                      |                         |
| 8                                      | Sérgio Paulinho                        | Sérgio Paulinho                        | 14                      |                         |
| 9                                      | Laurens ten Dam                        | Laurens ten Dam                        | 12                      |                         |
| 10                                     | Amets Txurruka                         | Amets Txurruka                         | 10                      |                         |

### Tussensprints
| Tussensprint Sarrancolin na 41,5 km |                  |        |
| Plaats                              | Naam             | Punten |
| Winnaar                             | Leonardo Duque   | 6      |
| 2                                   | Pierrick Fédrigo | 4      |
| 3                                   | Jens Voigt       | 2      |

| Tussensprint Lau-Balagnas na 125,5 km |                    |        |
| Plaats                                | Naam               | Punten |
| Winnaar                               | Pierrick Fédrigo   | 6      |
| 2                                     | Franco Pellizotti  | 4      |
| 3                                     | Juan Manuel Gárate | 2      |

| Tussensprint Lourdes na 139 km |                     |        |
| Plaats                         | Naam                | Punten |
| Winnaar                        | Pierrick Fédrigo    | 6      |
| 2                              | Franco Pellizotti   | 4      |
| 3                              | José Iván Gutiérrez | 2      |

## Uitslag
| Rang | Renner             | Land      | Ploeg            | Tijd      |
| ---- | ------------------ | --------- | ---------------- | --------- |
| 1    | Pierrick Fédrigo   | Frankrijk | Bouygues Télécom | 4u 05'31" |
| 2    | Franco Pellizotti  | Italië    | Liquigas         | z.t.      |
| 3    | Óscar Freire       | Spanje    | Rabobank         | op 34"    |
| 4    | Sergej Ivanov      | Rusland   | Katjoesja        | z.t.      |
| 5    | Peter Velits       | Slowakije | Team Milram      | z.t.      |
| 6    | José Joaquín Rojas | Spanje    | Caisse d'Epargne | z.t.      |
| 7    | Greg Van Avermaet  | België    | Silence-Lotto    | z.t.      |
| 8    | Geoffroy Lequatre  | Frankrijk | Agritubel        | z.t.      |
| 9    | Alessandro Ballan  | Italië    | Lampre           | z.t.      |
| 10   | Nicolas Roche      | Ierland   | AG2R             | z.t.      |

## Strijdlustigste renner
| Renner            | Land   | Ploeg    |
| ----------------- | ------ | -------- |
| Franco Pellizotti | Italië | Liquigas |

## Algemeen klassement
| Rang | Renner                | Land                | Ploeg                  | Tijd       |
| ---- | --------------------- | ------------------- | ---------------------- | ---------- |
|      | Rinaldo Nocentini     | Italië              | AG2R-La Mondiale       | 34h 24'21" |
| 2    | Alberto Contador      | Spanje              | Astana                 | op 6"      |
| 3    | Lance Armstrong       | Verenigde Staten    | Astana                 | op 8"      |
| 4    | Levi Leipheimer       | Verenigde Staten    | Astana                 | op 39"     |
| 5    | Bradley Wiggins       | Verenigd Koninkrijk | Team Garmin-Slipstream | op 46"     |
| 6    | Andreas Klöden        | Duitsland           | Astana                 | op 54"     |
| 7    | Tony Martin           | Duitsland           | Team Columbia          | op 1'00"   |
| 8    | Christian Vande Velde | Verenigde Staten    | Team Garmin-Slipstream | op 1'24"   |
| 9    | Andy Schleck          | Luxemburg           | Team Saxo Bank         | op 1'49"   |
| 10   | Vincenzo Nibali       | Italië              | Liquigas               | op 1'54"   |

## Nevenklassementen

### Puntenklassement
| Rang | Renner             | Land                | Ploeg            | Punten |
| ---- | ------------------ | ------------------- | ---------------- | ------ |
|      | Thor Hushovd       | Noorwegen           | Cervélo          | 117    |
| 2    | Mark Cavendish     | Verenigd Koninkrijk | Team Columbia    | 106    |
| 3    | José Joaquín Rojas | Spanje              | Caisse d'Epargne | 75     |

### Bergklassement
| Rang | Renner            | Land      | Ploeg     | Punten |
| ---- | ----------------- | --------- | --------- | ------ |
|      | Egoi Martínez     | Spanje    | Euskaltel | 78     |
| 2    | Christophe Kern   | Frankrijk | Cofidis   | 59     |
| 3    | Franco Pellizotti | Italië    | Liquigas  | 55     |

### Jongerenklassement
| Rang | Renner          | Land      | Ploeg          | Tijd       |
| ---- | --------------- | --------- | -------------- | ---------- |
|      | Tony Martin     | Duitsland | Team Columbia  | 34u 25'21" |
| 2    | Andy Schleck    | Luxemburg | Team Saxo Bank | op 49"     |
| 3    | Vincenzo Nibali | Italië    | Liquigas       | op 54"     |

### Ploegenklassement
| Rang | Ploeg            | Land             | Tijd       |
| ---- | ---------------- | ---------------- | ---------- |
|      | AG2R-La Mondiale | Frankrijk        | 89h 21'00" |
| 2    | Astana           | Kazachstan       | op 03"     |
| 3    | Team Columbia    | Verenigde Staten | op 04'45"  |

1e etappe ·
2e etappe ·
3e etappe ·
4e etappe ·
5e etappe ·
6e etappe ·
7e etappe ·
8e etappe ·
9e etappe ·
10e etappe ·
11e etappe ·
12e etappe ·
13e etappe ·
14e etappe ·
15e etappe ·
16e etappe ·
17e etappe ·
18e etappe ·
19e etappe ·
20e etappe ·
21e etappe
Startlijst · Eindstanden · Afbeeldingen